# Saison 2024-2025 des Warriors de Golden State
La saison 2024-2025 des Warriors de Golden State est la 79e saison de la franchise en NBA et la 63e dans la région de la baie de San Francisco.
Le 15 avril, les Warriors se qualifient pour les playoffs après leur victoire lors du Play-in face aux Grizzlies de Memphis (121-116). 
Le 14 mai, ils sont éliminés par les Timberwolves du Minnesota en demi-finale de conférence des playoffs (1-4) après avoir battu les Rockets de Houston au premier tour (4-3). 

## Draft
| Tour | Choix | Joueur       | Poste | Nationalité | Provenance               |
| ---- | ----- | ------------ | ----- | ----------- | ------------------------ |
| 2    | 52    | Quinten Post | C     | Pays-Bas    | Eagles de Boston College |

## Matchs

### Summer League
| Summer League Total: 7-1 |

| Match | Date match | Équipe      | Score    | Meilleur marqueur   | Meilleur rebondeur        | Meilleur passeur  | Lieux Spectateurs  | Série |
| ----- | ---------- | ----------- | -------- | ------------------- | ------------------------- | ----------------- | ------------------ | ----- |
| 1     | 6 juillet  | Miami       | V 105-66 | Ethan Thompson (27) | Marques Bolden (13)       | Rowe, Spencer (5) | Chase Center 0     | 1 - 0 |
| 2     | 7 juillet  | L.A. Lakers | V 92-68  | Ethan Thompson (22) | Ethan Thompson (11)       | Kevin Knox (5)    | Chase Center 9 674 | 2 - 0 |
| 3     | 10 juillet | Sacramento  | V 91-90  | Kevin Knox (19)     | Bolden, Jackson-Davis (6) | Trois joueurs (4) | Chase Center 5 196 | 3 - 0 |

| Match | Date match | Équipe        | Score    | Meilleur marqueur       | Meilleur rebondeur      | Meilleur passeur       | Lieux Spectateurs      | Série |
| ----- | ---------- | ------------- | -------- | ----------------------- | ----------------------- | ---------------------- | ---------------------- | ----- |
| 1     | 13 juillet | Phoenix       | V 90-73  | Daeqwon Plowden (19)    | Jackson Rowe (9)        | Brandin Podziemski (6) | Thomas & Mack Center 0 | 1 - 0 |
| 2     | 14 juillet | Chicago       | V 92-82  | Brandin Podziemski (21) | Brandin Podziemski (12) | Brandin Podziemski (7) | Thomas & Mack Center 0 | 2 - 0 |
| 3     | 17 juillet | Cleveland     | V 96-85  | Daeqwon Plowden (16)    | Roman Sorkin (10)       | Collins, Spencer (7)   | Cox Pavilion 0         | 3 - 0 |
| 4     | 19 juillet | Oklahoma City | V 90-83  | Pat Spencer (17)        | Kevin Knox (10)         | Pat Spencer (7)        | Thomas & Mack Center 0 | 4 - 0 |
| 5     | 21 juillet | Miami         | D 99-102 | Kevin Knox (31)         | Kevin Knox (11)         | Yuri Collins (8)       | Thomas & Mack Center 0 | 4 - 1 |

### Pré-saison
| Pré-saison Total: 6-0 (Domicile : 3-0; Extérieur : 3-0) |

| Match | Date match | Équipe          | Score     | Meilleur marqueur     | Meilleur rebondeur        | Meilleur passeur       | Lieux Spectateurs          | Série |
| ----- | ---------- | --------------- | --------- | --------------------- | ------------------------- | ---------------------- | -------------------------- | ----- |
| 1     | 5 octobre  | @ L.A. Clippers | V 91-90   | Lindy Waters III (15) | Jonathan Kuminga (7)      | Brandin Podziemski (4) | Stan Sheriff Center 10 300 | 1 - 0 |
| 2     | 9 octobre  | @ Sacramento    | V 122-112 | Buddy Hield (22)      | Trayce Jackson-Davis (6)  | Brandin Podziemski (8) | Golden 1 Center 17 889     | 2 - 0 |
| 3     | 11 octobre | Sacramento      | V 109-106 | Moses Moody (23)      | Jonathan Kuminga (7)      | Stephen Curry (4)      | Chase Center 18 064        | 3 - 0 |
| 4     | 13 octobre | Détroit         | V 111-93  | Moses Moody (14)      | Trayce Jackson-Davis (10) | De'Anthony Melton (7)  | Chase Center 18 064        | 4 - 0 |
| 5     | 15 octobre | @ L.A. Lakers   | V 111-97  | Moses Moody (21)      | Green, Jackson-Davis (14) | Curry, Looney (6)      | T-Mobile Arena 16 907      | 5 - 0 |
| 6     | 18 octobre | L.A. Lakers     | V 132-74  | Jonathan Kuminga (17) | Cinq joueurs (4)          | Quatre joueurs (5)     | Chase Center 18 064        | 6 - 0 |

### Saison régulière
| Saison régulière Total: 48-34 (Domicile : 24-17; Extérieur : 24-17) |

| Match | Date match | Équipe              | Score     | Meilleur marqueur   | Meilleur rebondeur       | Meilleur passeur       | Lieux Spectateurs   | Série |
| ----- | ---------- | ------------------- | --------- | ------------------- | ------------------------ | ---------------------- | ------------------- | ----- |
| 1     | 23 octobre | @ Portland          | V 139-104 | Buddy Hield (22)    | Stephen Curry (9)        | Stephen Curry (10)     | Moda Center 19 480  | 1 - 0 |
| 2     | 25 octobre | @ Utah              | V 127-86  | Buddy Hield (27)    | Andrew Wiggins (13)      | Buddy Hield (6)        | Delta Center 18 175 | 2 - 0 |
| 3     | 27 octobre | L.A. Clippers       | D 104-112 | Andrew Wiggins (29) | Kevon Looney (11)        | Stephen Curry (6)      | Chase Center 18 064 | 2 - 1 |
| 4     | 29 octobre | La Nouvelle-Orléans | V 124-106 | Buddy Hield (28)    | Kevon Looney (9)         | Draymond Green (7)     | Chase Center 18 064 | 3 - 1 |
| 5     | 30 octobre | La Nouvelle-Orléans | V 104-89  | Buddy Hield (21)    | Trayce Jackson-Davis (9) | Brandin Podziemski (7) | Chase Center 18 064 | 4 - 1 |

| Match                                  | Date match  | Équipe                 | Score          | Meilleur marqueur     | Meilleur rebondeur        | Meilleur passeur       | Lieux Spectateurs                 | Série  |
| -------------------------------------- | ----------- | ---------------------- | -------------- | --------------------- | ------------------------- | ---------------------- | --------------------------------- | ------ |
| 6                                      | 2 novembre  | @ Houston              | V 127-121 (OT) | Buddy Hield (27)      | Draymond Green (11)       | Brandin Podziemski (6) | Toyota Center 18 055              | 5 - 1  |
| 7                                      | 4 novembre  | @ Washington           | V 125-112      | Stephen Curry (24)    | Kevon Looney (10)         | Stephen Curry (6)      | Capital One Arena 15 674          | 6 - 1  |
| 8                                      | 6 novembre  | @ Boston               | V 118-112      | Stephen Curry (27)    | Kevon Looney (10)         | Stephen Curry (9)      | TD Garden 19 156                  | 7 - 1  |
| 9                                      | 8 novembre  | @ Cleveland            | D 117-136      | Jonathan Kuminga (21) | Looney, Podziemski (7)    | Draymond Green (6)     | Rocket Mortgage FieldHouse 19 432 | 7 - 2  |
| 10                                     | 10 novembre | @ Oklahoma City        | V 127-116      | Stephen Curry (36)    | De'Anthony Melton (10)    | Draymond Green (11)    | Paycom Center 18 203              | 8 - 2  |
| 11                                     | 12 novembre | Dallas*                | V 120-117      | Stephen Curry (37)    | Kevon Looney (11)         | Stephen Curry (9)      | Chase Center 18 064               | 9 - 2  |
| 12                                     | 15 novembre | Memphis*               | V 123-118      | Buddy Hield (18)      | Curry, Green (8)          | Draymond Green (7)     | Chase Center 18 064               | 10 - 2 |
| 13                                     | 18 novembre | @ L.A. Clippers        | D 99-102       | Stephen Curry (26)    | Draymond Green (9)        | Draymond Green (7)     | Intuit Dome 17 927                | 10 - 3 |
| 14                                     | 20 novembre | Atlanta                | V 120-97       | Andrew Wiggins (27)   | Trayce Jackson-Davis (11) | Draymond Green (9)     | Chase Center 18 064               | 11 - 3 |
| 15                                     | 22 novembre | @ La Nouvelle-Orléans* | V 112-108      | Andrew Wiggins (30)   | Green, Jackson-Davis (8)  | Stephen Curry (7)      | Smoothie King Center 16 820       | 12 - 3 |
| 16                                     | 23 novembre | @ San Antonio          | D 94-104       | Andrew Wiggins (20)   | Trayce Jackson-Davis (8)  | Draymond Green (8)     | Frost Bank Center 18 847          | 12 - 4 |
| 17                                     | 25 novembre | Brooklyn               | D 120-128      | Stephen Curry (28)    | Gary Payton II (9)        | Stephen Curry (7)      | Chase Center 18 064               | 12 - 5 |
| 18                                     | 27 novembre | Oklahoma City          | D 101-105      | Jonathan Kuminga (19) | Draymond Green (14)       | Draymond Green (6)     | Chase Center 18 064               | 12 - 6 |
| 19                                     | 30 novembre | @ Phoenix              | D 105-113      | Stephen Curry (23)    | Curry, Podziemski (7)     | Draymond Green (7)     | Footprint Center 17 071           | 12 - 7 |
| *Matchs comptant pour la NBA Cup 2024. |             |                        |                |                       |                           |                        |                                   |        |

| Match                                  | Date match  | Équipe          | Score     | Meilleur marqueur       | Meilleur rebondeur         | Meilleur passeur       | Lieux Spectateurs    | Série   |
| -------------------------------------- | ----------- | --------------- | --------- | ----------------------- | -------------------------- | ---------------------- | -------------------- | ------- |
| 20                                     | 3 décembre  | @ Denver*       | D 115-119 | Stephen Curry (24)      | Kevon Looney (11)          | Stephen Curry (11)     | Ball Arena 19 912    | 12 - 8  |
| 21                                     | 5 décembre  | Houston         | V 99-93   | Jonathan Kuminga (33)   | Looney, Podziemski (11)    | Looney, Podziemski (3) | Chase Center 18 064  | 13 - 8  |
| 22                                     | 6 décembre  | Minnesota       | D 90-107  | Stephen Curry (23)      | Draymond Green (9)         | Draymond Green (6)     | Chase Center 18 064  | 13 - 9  |
| 23                                     | 8 décembre  | Minnesota       | V 114-106 | Stephen Curry (30)      | Kevon Looney (9)           | Stephen Curry (8)      | Chase Center 18 064  | 14 - 9  |
| 24                                     | 11 décembre | @ Houston*      | D 90-91   | Jonathan Kuminga (20)   | Trois joueurs (7)          | Stephen Curry (5)      | Toyota Center 18 055 | 14 - 10 |
| 25                                     | 15 décembre | Dallas          | D 133-143 | Andrew Wiggins (29)     | Draymond Green (7)         | Stephen Curry (10)     | Chase Center 18 064  | 14 - 11 |
| 26                                     | 19 décembre | @ Memphis       | D 93-144  | Brandin Podziemski (21) | Trayce Jackson-Davis (7)   | Brandin Podziemski (6) | FedExForum 17 729    | 14 - 12 |
| 27                                     | 21 décembre | @ Minnesota     | V 113-103 | Stephen Curry (31)      | Trayce Jackson-Davis (9)   | Stephen Curry (10)     | Target Center 18 978 | 15 - 12 |
| 28                                     | 23 décembre | Indiana         | D 105-111 | Jonathan Kuminga (26)   | Jackson-Davis, Kuminga (8) | Stephen Curry (7)      | Chase Center 18 064  | 15 - 13 |
| 29                                     | 25 décembre | L.A. Lakers     | D 113-115 | Stephen Curry (38)      | Andrew Wiggins (12)        | Curry, Green (6)       | Chase Center 18 064  | 15 - 14 |
| 30                                     | 27 décembre | @ L.A. Clippers | D 92-102  | Jonathan Kuminga (34)   | Jonathan Kuminga (10)      | Trois joueurs (5)      | Intuit Dome 17 927   | 15 - 15 |
| 31                                     | 28 décembre | Phoenix         | V 109-105 | Jonathan Kuminga (34)   | Trayce Jackson-Davis (10)  | Draymond Green (7)     | Chase Center 18 064  | 16 - 15 |
| 32                                     | 30 décembre | Cleveland       | D 95-113  | Moses Moody (19)        | Trayce Jackson-Davis (16)  | Draymond Green (5)     | Chase Center 18 064  | 16 - 16 |
| *Matchs comptant pour la NBA Cup 2024. |             |                 |           |                         |                            |                        |                      |         |

| Match | Date match | Équipe        | Score     | Meilleur marqueur    | Meilleur rebondeur        | Meilleur passeur       | Lieux Spectateurs            | Série   |
| ----- | ---------- | ------------- | --------- | -------------------- | ------------------------- | ---------------------- | ---------------------------- | ------- |
| 33    | 2 janvier  | Philadelphie  | V 139-105 | Stephen Curry (30)   | Andrew Wiggins (7)        | Stephen Curry (10)     | Chase Center 18 064          | 17 - 16 |
| 34    | 4 janvier  | Memphis       | V 121-113 | Andrew Wiggins (24)  | Trayce Jackson-Davis (9)  | Dennis Schröder (9)    | Chase Center 18 064          | 18 - 16 |
| 35    | 5 janvier  | Sacramento    | D 99-129  | Stephen Curry (26)   | Stephen Curry (7)         | Green, Spencer (4)     | Chase Center 18 064          | 18 - 17 |
| 36    | 7 janvier  | Miami         | D 98-114  | Stephen Curry (31)   | Draymond Green (10)       | Draymond Green (10)    | Chase Center 18 064          | 18 - 18 |
| 37    | 9 janvier  | @ Détroit     | V 107-104 | Buddy Hield (19)     | Trayce Jackson-Davis (10) | Curry, Schröder (6)    | Little Caesars Arena 20 062  | 19 - 18 |
| 38    | 10 janvier | @ Indiana     | D 96-108  | Hield, Spencer (17)  | Trayce Jackson-Davis (10) | Anderson, Hield (5)    | Gainbridge Fieldhouse 17 274 | 19 - 19 |
| 39    | 13 janvier | @ Toronto     | D 101-104 | Stephen Curry (26)   | Looney, Waters III (9)    | Stephen Curry (7)      | Scotiabank Arena 19 165      | 19 - 20 |
| 40    | 15 janvier | @ Minnesota   | V 116-115 | Stephen Curry (31)   | Trayce Jackson-Davis (15) | Stephen Curry (8)      | Target Center 18 978         | 20 - 20 |
| 41    | 18 janvier | Washington    | V 122-114 | Andrew Wiggins (31)  | Trayce Jackson-Davis (15) | Stephen Curry (6)      | Chase Center 18 064          | 21 - 20 |
| 42    | 20 janvier | Boston        | D 85-125  | Stephen Curry (18)   | Kevon Looney (7)          | Moses Moody (5)        | Chase Center 18 064          | 21 - 21 |
| 43    | 22 janvier | @ Sacramento  | D 117-123 | Andrew Wiggins (25)  | Trayce Jackson-Davis (8)  | Stephen Curry (12)     | Golden 1 Center 17 832       | 21 - 22 |
| 44    | 23 janvier | Chicago       | V 131-106 | Stephen Curry (21)   | Kevon Looney (11)         | Curry, Schröder (7)    | Chase Center 18 064          | 22 - 22 |
| 45    | 25 janvier | L.A. Lakers   | D 108-118 | Andrew Wiggins (20)  | Trois joueurs (6)         | Stephen Curry (9)      | Chase Center 18 064          | 22 - 23 |
| 46    | 28 janvier | Utah          | V 114-103 | Dennis Schröder (23) | Kevon Looney (11)         | Brandin Podziemski (6) | Chase Center 18 064          | 23 - 23 |
| 47    | 29 janvier | Oklahoma City | V 116-109 | Andrew Wiggins (27)  | Gary Payton II (9)        | Dennis Schröder (7)    | Chase Center 18 064          | 24 - 23 |
| 48    | 31 janvier | Phoenix       | D 105-130 | Moody, Wiggins (17)  | Post, Wiggins (8)         | Andrew Wiggins (6)     | Chase Center 18 064          | 24 - 24 |

| Match                  | Date match | Équipe        | Score     | Meilleur marqueur   | Meilleur rebondeur      | Meilleur passeur       | Lieux Spectateurs               | Série   |
| ---------------------- | ---------- | ------------- | --------- | ------------------- | ----------------------- | ---------------------- | ------------------------------- | ------- |
| 49                     | 3 février  | Orlando       | V 104-99  | Andrew Wiggins (25) | Kevon Looney (15)       | Kevon Looney (6)       | Chase Center 18 064             | 25 - 24 |
| 50                     | 5 février  | @ Utah        | D 128-131 | Stephen Curry (32)  | Kevon Looney (10)       | Draymond Green (9)     | Delta Center 18 175             | 25 - 25 |
| 51                     | 6 février  | @ L.A. Lakers | D 112-120 | Stephen Curry (37)  | Brandin Podziemski (8)  | Brandin Podziemski (7) | Crypto.com Arena 18 997         | 25 - 26 |
| 52                     | 8 février  | @ Chicago     | V 132-111 | Stephen Curry (34)  | Gui Santos (8)          | Green, Podziemski (7)  | United Center 21 297            | 26 - 26 |
| 53                     | 10 février | @ Milwaukee   | V 125-111 | Stephen Curry (38)  | Butler, Podziemski (9)  | Jimmy Butler (6)       | Fiserv Forum 17 341             | 27 - 26 |
| 54                     | 12 février | @ Dallas      | D 107-111 | Stephen Curry (25)  | Jimmy Butler (9)        | Stephen Curry (8)      | American Airlines Center 20 311 | 27 - 27 |
| 55                     | 13 février | @ Houston     | V 105-98  | Stephen Curry (27)  | Kevon Looney (9)        | Draymond Green (8)     | Toyota Center 18 055            | 28 - 27 |
| NBA All-Star Game 2025 |            |               |           |                     |                         |                        |                                 |         |
| 56                     | 21 février | @ Sacramento  | V 132-108 | Hield, Moody (22)   | Draymond Green (8)      | Draymond Green (9)     | Golden 1 Center 18 098          | 29 - 27 |
| 57                     | 23 février | Dallas        | V 126-102 | Stephen Curry (30)  | Brandin Podziemski (13) | Stephen Curry (7)      | Chase Center 18 064             | 30 - 27 |
| 58                     | 25 février | Charlotte     | V 128-92  | Buddy Hield (16)    | Jimmy Butler (8)        | Trois joueurs (6)      | Chase Center 18 064             | 31 - 27 |
| 59                     | 27 février | @ Orlando     | V 121-115 | Stephen Curry (56)  | Draymond Green (10)     | Jimmy Butler (7)       | Kia Center 18 846               | 32 - 27 |

| Match | Date match | Équipe                | Score     | Meilleur marqueur       | Meilleur rebondeur     | Meilleur passeur       | Lieux Spectateurs            | Série   |
| ----- | ---------- | --------------------- | --------- | ----------------------- | ---------------------- | ---------------------- | ---------------------------- | ------- |
| 60    | 1er mars   | @ Philadelphie        | D 119-126 | Stephen Curry (29)      | Quinten Post (9)       | Stephen Curry (13)     | Wells Fargo Center 20 159    | 32 - 28 |
| 61    | 3 mars     | @ Charlotte           | V 119-101 | Buddy Hield (22)        | Draymond Green (12)    | Stephen Curry (10)     | Spectrum Center 19 223       | 33 - 28 |
| 62    | 4 mars     | @ New York            | V 114-102 | Stephen Curry (28)      | Draymond Green (9)     | Stephen Curry (9)      | Madison Square Garden 19 812 | 34 - 28 |
| 63    | 6 mars     | @ Brooklyn            | V 121-119 | Stephen Curry (40)      | Gary Payton II (9)     | Draymond Green (10)    | Barclays Center 18 413       | 35 - 28 |
| 64    | 8 mars     | Détroit               | V 115-110 | Stephen Curry (32)      | Butler, Green (9)      | Draymond Green (7)     | Chase Center 18 064          | 36 - 28 |
| 65    | 10 mars    | Portland              | V 130-120 | Gary Payton II (26)     | Jimmy Butler (10)      | Jimmy Butler (10)      | Chase Center 18 064          | 37 - 28 |
| 66    | 13 mars    | Sacramento            | V 130-104 | Draymond Green (23)     | Kevon Looney (6)       | Jimmy Butler (7)       | Chase Center 18 064          | 38 - 28 |
| 67    | 15 mars    | New York              | V 97-94   | Stephen Curry (28)      | Curry, Santos (7)      | Jimmy Butler (7)       | Chase Center 18 064          | 39 - 28 |
| 68    | 17 mars    | Denver                | D 105-114 | Jimmy Butler (23)       | Jimmy Butler (8)       | Stephen Curry (7)      | Chase Center 18 064          | 39 - 29 |
| 69    | 18 mars    | Milwaukee             | V 104-93  | Jimmy Butler (24)       | Draymond Green (10)    | Jimmy Butler (10)      | Chase Center 18 064          | 40 - 29 |
| 70    | 20 mars    | Toronto               | V 117-114 | Draymond Green (21)     | Jimmy Butler (11)      | Jimmy Butler (12)      | Chase Center 18 064          | 41 - 29 |
| 71    | 22 mars    | @ Atlanta             | D 115-124 | Jimmy Butler (25)       | Brandin Podziemski (8) | Jimmy Butler (8)       | State Farm Arena 17 864      | 41 - 30 |
| 72    | 25 mars    | @ Miami               | D 86-112  | Jonathan Kuminga (15)   | Gary Payton II (7)     | Brandin Podziemski (4) | Kaseya Center 19 897         | 41 - 31 |
| 73    | 28 mars    | @ La Nouvelle-Orléans | V 111-95  | Stephen Curry (23)      | Jimmy Butler (10)      | Curry, Green (6)       | Smoothie King Center 18 133  | 42 - 31 |
| 74    | 30 mars    | @ San Antonio         | V 148-106 | Brandin Podziemski (27) | Kevon Looney (7)       | Jimmy Butler (8)       | Frost Bank Center 18 558     | 43 - 31 |

| Match | Date match | Équipe        | Score          | Meilleur marqueur  | Meilleur rebondeur     | Meilleur passeur       | Lieux Spectateurs       | Série   |
| ----- | ---------- | ------------- | -------------- | ------------------ | ---------------------- | ---------------------- | ----------------------- | ------- |
| 75    | 1er avril  | @ Memphis     | V 134-125      | Stephen Curry (52) | Curry, Green (10)      | Draymond Green (12)    | FedExForum 17 794       | 44 - 31 |
| 76    | 3 avril    | @ L.A. Lakers | V 123-116      | Stephen Curry (37) | Draymond Green (11)    | Curry, Podziemski (6)  | Crypto.com Arena 18 997 | 45 - 31 |
| 77    | 4 avril    | Denver        | V 118-104      | Stephen Curry (36) | Brandin Podziemski (8) | Brandin Podziemski (6) | Chase Center 18 064     | 45 - 31 |
| 78    | 6 avril    | Houston       | D 96-106       | Buddy Hield (20)   | Kevon Looney (11)      | Stephen Curry (8)      | Chase Center 18 064     | 45 - 32 |
| 79    | 8 avril    | @ Phoenix     | V 133-95       | Stephen Curry (25) | Curry, Santos (9)      | Stephen Curry (6)      | Footprint Center 17 071 | 46 - 32 |
| 80    | 9 avril    | San Antonio   | D 111-114      | Stephen Curry (30) | Draymond Green (9)     | Draymond Green (8)     | Chase Center 18 064     | 46 - 33 |
| 81    | 11 avril   | @ Portland    | V 103-86       | Jimmy Butler (24)  | Green, Podziemski (7)  | Jimmy Butler (7)       | Moda Center 19 335      | 47 - 33 |
| 82    | 13 avril   | L.A. Clippers | D 119-124 (OT) | Stephen Curry (36) | Brandin Podziemski (7) | Jimmy Butler (9)       | Chase Center 18 064     | 47 - 34 |

### Play-in tournament
| Play-in Total: 1-0 (Domicile : 1-0; Extérieur : 0-0) |

| Match | Date match | Équipe  | Score     | Meilleur marqueur | Meilleur rebondeur | Meilleur passeur    | Lieux Spectateurs   | Série |
| ----- | ---------- | ------- | --------- | ----------------- | ------------------ | ------------------- | ------------------- | ----- |
| 1     | 15 avril   | Memphis | V 121-116 | Jimmy Butler (38) | Stephen Curry (8)  | Draymond Green (10) | Chase Center 18 064 | 1 - 0 |

### Playoffs
| Playoffs Total: 5-7 (Domicile : 2-3; Extérieur : 3-4) |

| Match | Date match | Équipe    | Score     | Meilleur marqueur  | Meilleur rebondeur     | Meilleur passeur  | Lieux Spectateurs    | Série |
| ----- | ---------- | --------- | --------- | ------------------ | ---------------------- | ----------------- | -------------------- | ----- |
| 1     | 20 avril   | @ Houston | V 95-85   | Stephen Curry (31) | Brandin Podziemski (8) | Jimmy Butler (6)  | Toyota Center 18 055 | 1 - 0 |
| 2     | 23 avril   | @ Houston | D 94-109  | Stephen Curry (20) | Curry, Green (5)       | Stephen Curry (9) | Toyota Center 18 055 | 1 - 1 |
| 3     | 26 avril   | Houston   | V 104-93  | Stephen Curry (36) | Quinten Post (12)      | Stephen Curry (9) | Chase Center 18 064  | 2 - 1 |
| 4     | 28 avril   | Houston   | V 109-106 | Jimmy Butler (27)  | Draymond Green (8)     | Jimmy Butler (6)  | Chase Center 18 064  | 3 - 1 |
| 5     | 30 avril   | @ Houston | D 116-131 | Moses Moody (25)   | Moses Moody (9)        | Stephen Curry (7) | Toyota Center 18 055 | 3 - 2 |
| 6     | 2 mai      | Houston   | D 107-115 | Stephen Curry (29) | Jimmy Butler (9)       | Jimmy Butler (8)  | Chase Center 18 064  | 3 - 3 |
| 7     | 4 mai      | @ Houston | V 103-89  | Buddy Hield (33)   | Stephen Curry (10)     | Butler, Curry (7) | Toyota Center 18 055 | 4 - 3 |

| Match | Date match | Équipe      | Score     | Meilleur marqueur       | Meilleur rebondeur            | Meilleur passeur       | Lieux Spectateurs    | Série |
| ----- | ---------- | ----------- | --------- | ----------------------- | ----------------------------- | ---------------------- | -------------------- | ----- |
| 1     | 6 mai      | @ Minnesota | V 99-88   | Buddy Hield (24)        | Jimmy Butler (11)             | Jimmy Butler (8)       | Target Center 19 223 | 1 - 0 |
| 2     | 8 mai      | @ Minnesota | D 93-117  | Jonathan Kuminga (18)   | Jackson-Davis, Podziemski (6) | Brandin Podziemski (6) | Target Center 18 978 | 1 - 1 |
| 3     | 10 mai     | Minnesota   | D 97-102  | Jimmy Butler (33)       | Brandin Podziemski (8)        | Jimmy Butler (7)       | Chase Center 18 064  | 1 - 2 |
| 4     | 12 mai     | Minnesota   | D 110-117 | Jonathan Kuminga (23)   | Kevon Looney (8)              | Butler, Moody (3)      | Chase Center 18 064  | 1 - 3 |
| 5     | 14 mai     | @ Minnesota | D 110-121 | Brandin Podziemski (28) | Trois joueurs (6)             | Butler, Green (6)      | Target Center 19 395 | 1 - 4 |

### Confrontations en saison régulière
| Conférence Est      | Conférence Est                              | Conférence Est                              | Conférence Ouest                            | Conférence Ouest                            | Conférence Ouest                            | Conférence Ouest                            | Conférence Ouest                            | Conférence Ouest                            | Conférence Ouest                            |
| Division Atlantique | Division Atlantique                         | Division Atlantique                         | Division Nord-Ouest                         | Division Nord-Ouest                         | Division Nord-Ouest                         | Division Nord-Ouest                         | Division Nord-Ouest                         | Division Nord-Ouest                         | Division Nord-Ouest                         |
| Équipe              | Domicile                                    | Extérieur                                   | Équipe                                      | Domicile                                    | Domicile                                    | Domicile                                    | Extérieur                                   | Extérieur                                   | Extérieur                                   |
| ------------------- | ------------------------------------------- | ------------------------------------------- | ------------------------------------------- | ------------------------------------------- | ------------------------------------------- | ------------------------------------------- | ------------------------------------------- | ------------------------------------------- | ------------------------------------------- |
| Boston              | 85-125                                      | 118-112                                     | Denver                                      | 105-114                                     | 118-104                                     |                                             | 115-119                                     |                                             |                                             |
| Brooklyn            | 120-128                                     | 121-119                                     | Minnesota                                   | 90-107                                      | 114-106                                     |                                             | 113-103                                     | 116-115                                     |                                             |
| New York            | 97-94                                       | 114-102                                     | Oklahoma City                               | 101-105                                     | 116-109                                     |                                             | 127-116                                     |                                             |                                             |
| Philadelphie        | 139-105                                     | 119-126                                     | Portland                                    | 130-120                                     |                                             |                                             | 139-104                                     | 103-86                                      |                                             |
| Toronto             | 117-114                                     | 101-104                                     | Utah                                        | 114-103                                     |                                             |                                             | 127-86                                      | 128-131                                     |                                             |
| Division            | 6-4 (Domicile : 3-2; Extérieur : 3-2)       | 6-4 (Domicile : 3-2; Extérieur : 3-2)       | Division                                    | 11-5 (Domicile : 5-3; Extérieur : 6-2)      | 11-5 (Domicile : 5-3; Extérieur : 6-2)      | 11-5 (Domicile : 5-3; Extérieur : 6-2)      | 11-5 (Domicile : 5-3; Extérieur : 6-2)      | 11-5 (Domicile : 5-3; Extérieur : 6-2)      | 11-5 (Domicile : 5-3; Extérieur : 6-2)      |
| Division Centrale   | Division Centrale                           | Division Centrale                           | Division Pacifique                          | Division Pacifique                          | Division Pacifique                          | Division Pacifique                          | Division Pacifique                          | Division Pacifique                          | Division Pacifique                          |
| Équipe              | Domicile                                    | Extérieur                                   | Équipe                                      | Domicile                                    | Domicile                                    | Domicile                                    | Extérieur                                   | Extérieur                                   | Extérieur                                   |
| Chicago             | 131-106                                     | 132-111                                     |                                             |                                             |                                             |                                             |                                             |                                             |                                             |
| Cleveland           | 95-113                                      | 117-136                                     | L.A. Clippers                               | 104-112                                     | 119-124 (OT)                                |                                             | 99-102                                      | 92-102                                      |                                             |
| Detroit             | 115-110                                     | 107-104                                     | L.A. Lakers                                 | 113-115                                     | 108-118                                     |                                             | 112-120                                     | 123-116                                     |                                             |
| Indiana             | 105-111                                     | 96-108                                      | Phoenix                                     | 109-105                                     | 105-130                                     |                                             | 105-113                                     | 133-95                                      |                                             |
| Milwaukee           | 104-93                                      | 125-111                                     | Sacramento                                  | 99-129                                      | 130-104                                     |                                             | 117-123                                     | 132-108                                     |                                             |
| Division            | 6-4 (Domicile : 3-2; Extérieur : 3-2)       | 6-4 (Domicile : 3-2; Extérieur : 3-2)       | Division                                    | 5-11 (Domicile : 2-6; Extérieur : 3-5)      | 5-11 (Domicile : 2-6; Extérieur : 3-5)      | 5-11 (Domicile : 2-6; Extérieur : 3-5)      | 5-11 (Domicile : 2-6; Extérieur : 3-5)      | 5-11 (Domicile : 2-6; Extérieur : 3-5)      | 5-11 (Domicile : 2-6; Extérieur : 3-5)      |
| Division Sud-Est    | Division Sud-Est                            | Division Sud-Est                            | Division Sud-Ouest                          | Division Sud-Ouest                          | Division Sud-Ouest                          | Division Sud-Ouest                          | Division Sud-Ouest                          | Division Sud-Ouest                          | Division Sud-Ouest                          |
| Équipe              | Domicile                                    | Extérieur                                   | Équipe                                      | Domicile                                    | Domicile                                    | Domicile                                    | Extérieur                                   | Extérieur                                   | Extérieur                                   |
| Atlanta             | 120-97                                      | 115-124                                     | Dallas                                      | 120-117                                     | 133-143                                     | 126-102                                     | 107-111                                     |                                             |                                             |
| Charlotte           | 128-92                                      | 119-101                                     | Houston                                     | 99-93                                       | 96-106                                      |                                             | 127-121 (OT)                                | 90-91                                       | 105-98                                      |
| Miami               | 98-114                                      | 86-112                                      | Memphis                                     | 123-118                                     | 121-113                                     |                                             | 93-144                                      | 134-125                                     |                                             |
| Orlando             | 104-99                                      | 121-115                                     | New Orleans                                 | 124-106                                     | 104-89                                      |                                             | 112-108                                     | 111-95                                      |                                             |
| Washington          | 122-114                                     | 125-112                                     | San Antonio                                 | 111-114                                     |                                             |                                             | 94-104                                      | 148-106                                     |                                             |
| Division            | 7-3 (Domicile : 4-1; Extérieur : 3-2)       | 7-3 (Domicile : 4-1; Extérieur : 3-2)       | Division                                    | 13-7 (Domicile : 7-3; Extérieur : 6-4)      | 13-7 (Domicile : 7-3; Extérieur : 6-4)      | 13-7 (Domicile : 7-3; Extérieur : 6-4)      | 13-7 (Domicile : 7-3; Extérieur : 6-4)      | 13-7 (Domicile : 7-3; Extérieur : 6-4)      | 13-7 (Domicile : 7-3; Extérieur : 6-4)      |
| Conférence          | 19-11 (Domicile : 10-5; Extérieur : 9-6)    | 19-11 (Domicile : 10-5; Extérieur : 9-6)    | Conférence                                  | 29-23 (Domicile : 14-12; Extérieur : 15-11) | 29-23 (Domicile : 14-12; Extérieur : 15-11) | 29-23 (Domicile : 14-12; Extérieur : 15-11) | 29-23 (Domicile : 14-12; Extérieur : 15-11) | 29-23 (Domicile : 14-12; Extérieur : 15-11) | 29-23 (Domicile : 14-12; Extérieur : 15-11) |
| Total               | 48-34 (Domicile : 24-17; Extérieur : 24-17) | 48-34 (Domicile : 24-17; Extérieur : 24-17) | 48-34 (Domicile : 24-17; Extérieur : 24-17) | 48-34 (Domicile : 24-17; Extérieur : 24-17) | 48-34 (Domicile : 24-17; Extérieur : 24-17) | 48-34 (Domicile : 24-17; Extérieur : 24-17) | 48-34 (Domicile : 24-17; Extérieur : 24-17) | 48-34 (Domicile : 24-17; Extérieur : 24-17) | 48-34 (Domicile : 24-17; Extérieur : 24-17) |

## Classements

### Saison régulière
| Conférence Ouest | Conférence Ouest                    | Conférence Ouest | Conférence Ouest | Conférence Ouest | Conférence Ouest | Conférence Ouest | Conférence Ouest |
| No               | Franchise                           | Vic.             | Def.             | MJ               | V/D              | GB               |                  |
| ---------------- | ----------------------------------- | ---------------- | ---------------- | ---------------- | ---------------- | ---------------- | ---------------- |
| 1                | Thunder d'Oklahoma City - c         | 68               | 14               | 82               | .829             | –                |                  |
| 2                | Rockets de Houston - y              | 52               | 30               | 82               | .634             | 16               |                  |
| 3                | Lakers de Los Angeles - y           | 50               | 32               | 82               | .610             | 18               |                  |
| 4                | Nuggets de Denver - x               | 50               | 32               | 82               | .610             | 18               |                  |
| 5                | Clippers de Los Angeles - x         | 50               | 32               | 82               | .610             | 18               |                  |
| 6                | Timberwolves du Minnesota - x       | 49               | 33               | 82               | .598             | 19               |                  |
|                  |                                     |                  |                  |                  |                  |                  |                  |
| 7                | Warriors de Golden State - x        | 48               | 34               | 82               | .585             | 20               |                  |
| 8                | Grizzlies de Memphis - x            | 48               | 34               | 82               | .585             | 20               |                  |
| 9                | Kings de Sacramento - pi            | 40               | 42               | 82               | .488             | 28               |                  |
| 10               | Mavericks de Dallas - pi            | 39               | 43               | 82               | .476             | 29               |                  |
|                  |                                     |                  |                  |                  |                  |                  |                  |
| 11               | Suns de Phoenix - o                 | 36               | 46               | 82               | .439             | 32               |                  |
| 12               | Trail Blazers de Portland - o       | 36               | 46               | 82               | .439             | 32               |                  |
| 13               | Spurs de San Antonio - o            | 34               | 48               | 82               | .415             | 34               |                  |
| 14               | Pelicans de La Nouvelle-Orléans - o | 21               | 61               | 82               | .256             | 47               |                  |
| 15               | Jazz de l'Utah - o                  | 17               | 65               | 82               | .207             | 51               |                  |

| Division Pacifique           | V  | D  | MJ | V/D  | GB | Dom   | Ext   | Div  |
| ---------------------------- | -- | -- | -- | ---- | -- | ----- | ----- | ---- |
| Lakers de Los Angeles - y    | 50 | 32 | 82 | .610 | –  | 31-10 | 19-22 | 12-4 |
| Clippers de Los Angeles - x  | 50 | 32 | 82 | .610 | –  | 30-11 | 20-21 | 9-7  |
| Warriors de Golden State - x | 48 | 34 | 82 | .585 | 2  | 24-17 | 24-17 | 5-11 |
| Kings de Sacramento - pi     | 40 | 42 | 82 | .488 | 10 | 20-21 | 20-21 | 5-11 |
| Suns de Phoenix - o          | 36 | 46 | 82 | .439 | 14 | 24-17 | 12-29 | 9-7  |

### NBA In-Season Tournament
| Rang | Équipe                          | %    | J | G | P | Pp  | Pc  | Diff |
| ---- | ------------------------------- | ---- | - | - | - | --- | --- | ---- |
| 1    | Warriors de Golden State        | .750 | 4 | 3 | 1 | 470 | 462 | 8    |
| 2    | Mavericks de Dallas             | .750 | 4 | 3 | 1 | 493 | 447 | 46   |
| 3    | Nuggets de Denver               | .500 | 4 | 2 | 2 | 455 | 449 | 6    |
| 4    | Grizzlies de Memphis            | .250 | 4 | 1 | 3 | 464 | 475 | -11  |
| 5    | Pelicans de La Nouvelle-Orléans | .250 | 4 | 1 | 3 | 409 | 458 | -49  |

|  | Quarts de finale                     | Quarts de finale                 | Quarts de finale                 | Quarts de finale                 |                         |                         | Demi-finales                     | Demi-finales                     | Demi-finales                     | Demi-finales                     |  |  | Finale                           | Finale                           | Finale                           | Finale                           |
|  |                                      |                                  |                                  |                                  |                         |                         |                                  |                                  |                                  |                                  |  |  |                                  |                                  |                                  |                                  |
|  | 10 décembre 2024 – Milwaukee, WI     | 10 décembre 2024 – Milwaukee, WI | 10 décembre 2024 – Milwaukee, WI | 10 décembre 2024 – Milwaukee, WI |                         |                         | 14 décembre 2024 – Las Vegas, NV | 14 décembre 2024 – Las Vegas, NV | 14 décembre 2024 – Las Vegas, NV | 14 décembre 2024 – Las Vegas, NV |  |  | 17 décembre 2024 – Las Vegas, NV | 17 décembre 2024 – Las Vegas, NV | 17 décembre 2024 – Las Vegas, NV | 17 décembre 2024 – Las Vegas, NV |
|  | 10 décembre 2024 – Milwaukee, WI     | 10 décembre 2024 – Milwaukee, WI | 10 décembre 2024 – Milwaukee, WI | 10 décembre 2024 – Milwaukee, WI |                         |                         | 14 décembre 2024 – Las Vegas, NV | 14 décembre 2024 – Las Vegas, NV | 14 décembre 2024 – Las Vegas, NV | 14 décembre 2024 – Las Vegas, NV |  |  | 17 décembre 2024 – Las Vegas, NV | 17 décembre 2024 – Las Vegas, NV | 17 décembre 2024 – Las Vegas, NV | 17 décembre 2024 – Las Vegas, NV |
|  | Bucks de Milwaukee                   | Bucks de Milwaukee               | 114                              | 114                              |                         |                         | 14 décembre 2024 – Las Vegas, NV | 14 décembre 2024 – Las Vegas, NV | 14 décembre 2024 – Las Vegas, NV | 14 décembre 2024 – Las Vegas, NV |  |  | 17 décembre 2024 – Las Vegas, NV | 17 décembre 2024 – Las Vegas, NV | 17 décembre 2024 – Las Vegas, NV | 17 décembre 2024 – Las Vegas, NV |
|  | Bucks de Milwaukee                   | Bucks de Milwaukee               | 114                              | 114                              |                         |                         | 14 décembre 2024 – Las Vegas, NV | 14 décembre 2024 – Las Vegas, NV | 14 décembre 2024 – Las Vegas, NV | 14 décembre 2024 – Las Vegas, NV |  |  | 17 décembre 2024 – Las Vegas, NV | 17 décembre 2024 – Las Vegas, NV | 17 décembre 2024 – Las Vegas, NV | 17 décembre 2024 – Las Vegas, NV |
|  | Magic d'Orlando                      | Magic d'Orlando                  | 109                              | 109                              |                         |                         | 14 décembre 2024 – Las Vegas, NV | 14 décembre 2024 – Las Vegas, NV | 14 décembre 2024 – Las Vegas, NV | 14 décembre 2024 – Las Vegas, NV |  |  | 17 décembre 2024 – Las Vegas, NV | 17 décembre 2024 – Las Vegas, NV | 17 décembre 2024 – Las Vegas, NV | 17 décembre 2024 – Las Vegas, NV |
|  | Magic d'Orlando                      | Magic d'Orlando                  | 109                              | 109                              | Bucks de Milwaukee      | Bucks de Milwaukee      | 110                              | 110                              |                                  |                                  |  |  | 17 décembre 2024 – Las Vegas, NV | 17 décembre 2024 – Las Vegas, NV | 17 décembre 2024 – Las Vegas, NV | 17 décembre 2024 – Las Vegas, NV |
|  | 11 décembre 2024 – New York, NY      |                                  |                                  |                                  | Bucks de Milwaukee      | Bucks de Milwaukee      | 110                              | 110                              |                                  |                                  |  |  | 17 décembre 2024 – Las Vegas, NV | 17 décembre 2024 – Las Vegas, NV | 17 décembre 2024 – Las Vegas, NV | 17 décembre 2024 – Las Vegas, NV |
|  |                                      |                                  | Hawks d'Atlanta                  | Hawks d'Atlanta                  | 102                     | 102                     |                                  |                                  |                                  |                                  |  |  | 17 décembre 2024 – Las Vegas, NV | 17 décembre 2024 – Las Vegas, NV | 17 décembre 2024 – Las Vegas, NV | 17 décembre 2024 – Las Vegas, NV |
|  | Knicks de New York                   | Knicks de New York               | Hawks d'Atlanta                  | Hawks d'Atlanta                  | 102                     | 102                     | 100                              | 100                              |                                  |                                  |  |  | 17 décembre 2024 – Las Vegas, NV | 17 décembre 2024 – Las Vegas, NV | 17 décembre 2024 – Las Vegas, NV | 17 décembre 2024 – Las Vegas, NV |
|  | Knicks de New York                   | Knicks de New York               | 14 décembre 2024 – Las Vegas, NV |                                  |                         |                         | 100                              | 100                              |                                  |                                  |  |  | 17 décembre 2024 – Las Vegas, NV | 17 décembre 2024 – Las Vegas, NV | 17 décembre 2024 – Las Vegas, NV | 17 décembre 2024 – Las Vegas, NV |
|  | Hawks d'Atlanta                      | Hawks d'Atlanta                  | 108                              | 108                              |                         |                         |                                  |                                  |                                  |                                  |  |  | 17 décembre 2024 – Las Vegas, NV | 17 décembre 2024 – Las Vegas, NV | 17 décembre 2024 – Las Vegas, NV | 17 décembre 2024 – Las Vegas, NV |
|  | Hawks d'Atlanta                      | Hawks d'Atlanta                  | 108                              | 108                              | Bucks de Milwaukee      | Bucks de Milwaukee      | 97                               | 97                               |                                  |                                  |  |  |                                  |                                  |                                  |                                  |
|  | 10 décembre 2024 – Oklahoma City, OK |                                  |                                  |                                  | Bucks de Milwaukee      | Bucks de Milwaukee      | 97                               | 97                               |                                  |                                  |  |  |                                  |                                  |                                  |                                  |
|  |                                      |                                  | Thunder d'Oklahoma City          | Thunder d'Oklahoma City          | 81                      | 81                      |                                  |                                  |                                  |                                  |  |  |                                  |                                  |                                  |                                  |
|  | Thunder d'Oklahoma City              | Thunder d'Oklahoma City          | Thunder d'Oklahoma City          | Thunder d'Oklahoma City          | 81                      | 81                      | 118                              | 118                              |                                  |                                  |  |  |                                  |                                  |                                  |                                  |
|  | Thunder d'Oklahoma City              | Thunder d'Oklahoma City          |                                  |                                  |                         |                         |                                  |                                  |                                  |                                  |  |  |                                  |                                  |                                  |                                  |
|  | Mavericks de Dallas                  | Mavericks de Dallas              | 104                              | 104                              |                         |                         |                                  |                                  |                                  |                                  |  |  |                                  |                                  |                                  |                                  |
|  | Mavericks de Dallas                  | Mavericks de Dallas              | 104                              | 104                              | Thunder d'Oklahoma City | Thunder d'Oklahoma City | 111                              | 111                              |                                  |                                  |  |  |                                  |                                  |                                  |                                  |
|  | 11 décembre 2024 – Houston, TX       |                                  |                                  |                                  | Thunder d'Oklahoma City | Thunder d'Oklahoma City | 111                              | 111                              |                                  |                                  |  |  |                                  |                                  |                                  |                                  |
|  |                                      |                                  | Rockets de Houston               | Rockets de Houston               | 96                      | 96                      |                                  |                                  |                                  |                                  |  |  |                                  |                                  |                                  |                                  |
|  | Rockets de Houston                   | Rockets de Houston               | Rockets de Houston               | Rockets de Houston               | 96                      | 96                      | 91                               | 91                               |                                  |                                  |  |  |                                  |                                  |                                  |                                  |
|  | Rockets de Houston                   | Rockets de Houston               |                                  |                                  |                         |                         |                                  | 91                               |                                  |                                  |  |  |                                  |                                  |                                  |                                  |
|  | Warriors de Golden State             | Warriors de Golden State         | 90                               | 90                               |                         |                         |                                  |                                  |                                  |                                  |  |  |                                  |                                  |                                  |                                  |
|  | Warriors de Golden State             | Warriors de Golden State         | 90                               | 90                               |                         |                         |                                  |                                  |                                  |                                  |  |  |                                  |                                  |                                  |                                  |
|  |                                      |                                  |                                  |                                  |                         |                         |                                  |                                  |                                  |                                  |  |  |                                  |                                  |                                  |                                  |